# Jakiunde
Jakiunde, Academia de las Ciencias, de las Artes y de las Letras del País Vasco, se constituyó el  25 de octubre de 2007 en San Sebastián, por iniciativa de Ikaskuntza-Sociedad de Estudios Vascos. Aunque la Academia nació como entidad asesora de Sociedad de Estudios Vascos, en abril de 2009 se constituyó como organismo independiente. 
Jakiunde nace con el propósito de convertirse en un foro de referencia para la sociedad vasca. Pretende ser una institución ejemplar, en su composición y actuación, capaz de servir de guía, con rigor científico y conocimiento, y contribuir con sus acciones y consejos a encontrar soluciones adecuadas a los problemas contemporáneos.
La creación de Jakiunde contó con el apoyo de las Universidades implantadas en el ámbito territorial en el que se asientan la lengua y la cultura de Euskal Herria: Universidad de Deusto (UD), Universidad de Mondragón (MU), UNED, Universidad de Navarra (UN), Universidad Pública de Navarra (UPNA) Universidad del País Vasco/Euskal Herriko Unibertsitatea (UPV/EHU), Université de Pau et des Pays de l'Adour (UPPA). A estas siete universidades se ha unido en 2019 ESTIA (École Supérieure des Technologies Industrielles). Las/os rectoras/es de las universidades y director/a de ESTIA son miembros de número de la Academia mientras ostentan su cargo.
La sede oficial de Jakiunde es la Torre Olaso de Vergara, pero su oficina administrativa está situada en la calle Prim 7 de San Sebastián. 

## Funcionamiento

### Asamblea General
La Asamblea General es el órgano superior de gobierno de Jakiunde y se reúne dos veces al año en sendos Plenos que se realizan en abril y noviembre.

### Presidente
El presidente de Jakiunde es elegido por la Asamblea. El eminente físico Pedro Miguel Etxenike fue el impulsor y primer presidente de Jakiunde y actualmente es presidente de honor.
El actual presidente de Jakiunde es Juan Ignacio Pérez Iglesias, catedrático de Fisiología de la UPV/EHU, quien ha sucedido en el cargo a Jesus M. Ugalde, catedrático de Química Física de la UPV/EHU (2012-2020). La vicepresidenta de Jakiunde es Iciar Astiasaran, catedrática de Nutrición y Bromatología de la Universidad de Navarra (2020-actualidad).

### Miembros de Jakiunde
Jakiunde reúne a personalidades de gran prestigio en sus respectivos campos. Los miembros de la Academia son personalidades públicamente reconocidas por su labor en diferentes disciplinas de las ciencias básicas y aplicadas, las ciencias sociales, así como en la creación artística y las letras, y apuestan por trabajar en común para ofrecer a la sociedad su percepción ante los nuevos retos del futuro. Distinguidos con numerosos premios nacionales e internacionales, el objetivo de los miembros de la Academia es reflexionar conjuntamente y compartir sus conclusiones con la sociedad.

### Actividades
Estas son, entre otras, algunas de las actividades habituales de Jakiunde:
- JAKIN-MINA El programa consiste en un ciclo compuesto por cinco conferencias de diversas disciplinas en las que participan alumnos de 4º de la ESO de centros educativos de la Comunidad Autónoma del País Vasco y Comunidad Foral de Navarra. Las conferencias las imparten reconocidos expertos en sus áreas de conocimiento y esta iniciativa brinda a los alumnos y alumnas participantes una oportunidad excepcional para que conozcan de primera mano las últimas novedades, tanto en la investigación como en las tendencias actuales en diferentes campos científicos, artísticos o literarios. El programa creado en 2011 imparte los ciclos de noviembre a marzo, con una conferencia al mes, en las siguientes localidades: Mondragón, Bilbao, San Sebastián, Pamplona, Vitoria y Tudela.
- HOTSAK/SONIDOS es un ciclo de conferencias cuyo objetivo es analizar la influencia de la música en nuestra sociedad. Se ofrece en Pamplona, dentro del Otoño Archimusical del Archivo Real y General de Navarra, así como en San Sebastián.
- CURSOS DE VERANO DE UJUÉ. Jakiunde organiza dos cursos de verano en Ujué, en julio y agosto, en el marco de los cursos de verano de la UPNA/NUP. Los cursos tienen un objetivo divulgativo y están abiertos a la ciudadanía en general. Se ofrecen conferencias de temas varias, visitas guiadas para conocer la historia y patrimonio de Ujué, exposiciones artísticas y recitales musicales.
- RETOS TECNOLÓGICOS. Jornadas de análisis y debate con el fin de identificar y reflexionar sobre las posibilidades de desarrollo tecnológico de alto impacto económico y social en nuestra sociedad.
- SOLSALDIAK/DIÁLOGOS. La Academia organiza en esta sección mesas redondas para analizar y debatir sobre retos concretos en torno a temas sociales.